# 山猫宝螺
山猫宝螺（学名：Cypraea lynx），又名山猫眼宝贝，是中腹足目宝螺科宝螺属的一种。常栖息在低潮线。

## 分布
分布範圍北起日本，南至澳大利亚，东自夏威夷群岛、土阿莫土群岛，西至东非沿岸、红海，属于暖海产。
该物种的模式产地在马达加斯加岛。

## 参考文献

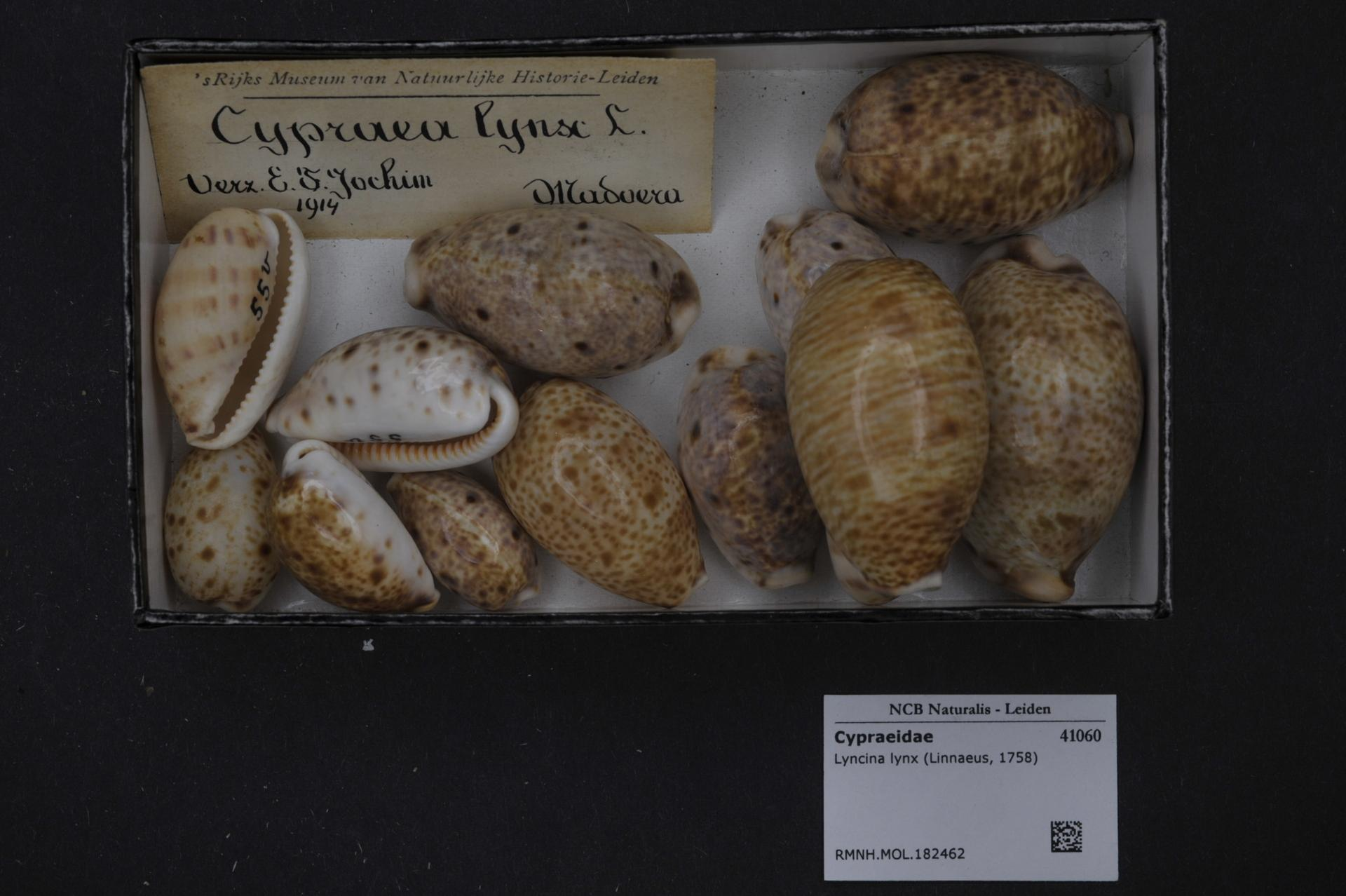
Lyncina lynx (Linnaeus, 1758), 标本馆, 自然生物多樣性中心